# Sing a Song (Skoop On Somebodyの曲)
「Sing a Song」（シング・ア・ソング）は、日本のR&BグループであるSkoop On Somebodyが2003年8月20日にリリースした通算19枚目（Skoop On Somebodyとしては11枚目）のシングル。

## 概要
キャッチコピーは「夏のSOS! Love&Peaceなミディアムアッパーチューン」。
初盤はレーベルゲートCD、再発盤はCD-DAにて発売。
KO-HEYとKO-ICHIROのボーカルソロパートがある。
アルバム「HELLO MELLOW」には、「Sing a Song (4 U)」と題し、松浦晃久によるアレンジバージョンが収録された。
ミュージック・ビデオはオール横浜（大さん橋、山下公園、臨港パーク）ロケーション。

## 収録曲
作曲・編曲：SOS（特記以外）
1. Sing a Song (4:59)
  - 作詞・作曲：TAKE　編曲：YANAGIMAN
2. wanna, wanna, wanna (4:47)
  - 作詞：TAKE　作曲：KO-HEY
3. ぼくが地球を救う〜Sounds Of Spirit〜 (Club SOS Version) (5:44)
  - 作詞：松尾潔・SOS
4. Sing a Song (Less Vocal) (4:59)